# Lodowiec Sikory
Lodowiec Sikory (norw. Sykorabreen) – pole lodowe na północno-wschodnim wybrzeżu Sorkapp Land. Nazwane na cześć Josefa Sýkory, rosyjskiego astrofizyka czeskiego pochodzenia, uczestnika rosyjsko-szwedzkiej wyprawy polarnej 1899/1900 roku.